# Tettau
Tettau (hornolužickosrbsky Ćětowa, česky Tetov) je obec v Horní Lužici v německé spolkové zemi Braniborsko. Nachází se v zemském okrese Horní Sprévský les-Lužice a má 748 obyvatel.

## Historie
První písemná zmínka o vsi pochází z roku 1220, kdy je uváděn jistý Lutoldus de Tetowe. Roku 1974 byla k Tettau připojena sousední obec Frauendorf, která se však v roce 1990 osamostatnila.

## Přírodní poměry
Tettau leží na jihu Braniborska poblíž braniborsko-saské hranice a zároveň na severu Horní Lužice na hranici s Dolní Lužicí. Severní hranici obce tvoří řeka Černý Halštrov, u které se nachází nejnižší bod Horní Lužice (92 m n. m.). Severně od zástavby je vybudovaná řada umělých vodních toků.

## Správní členění
Obec Tettau se skládá pouze ze stejnojmenné vesnice a nedělí se na žádné místní části.

## Osobnosti
- Heinrich Nicklisch (1876–1946), profesor ekonomie
- Tetourové z Tetova

## Pamětihodnosti
- kaple Martina Luthera z roku 1991
- pamětní kámen na nejnižším bodě Horní Lužice